# سانتسا
سانتسا هي بلدة إيطالية تقع في مقاطعة ساليرنو التابعة لإقليم كامبانيا بجنوب إيطاليا.